# یاکوولف یاک-۱۰
یاکوولف یاک-۱۰ (به انگلیسی: Yakovlev_Yak-10) یک هواگرد ملخ‌پیشین تک‌موتوره از نوع ترابری ساخت شرکت یاکوولف است. هواگرد یاک-۱۰ نخستین پروازش را در ۱۹۴۴ میلادی انجام داد. در مجموع، تعداد ۴۰+ فروند از این هواگرد ساخته شده‌است.